# Egrek
Egrek (Bulgaars: Егрек) is een dorp in het zuidoosten van Bulgarije. Het dorp is gelegen in de gemeente Kroemovgrad, oblast Kardzjali. Het dorp ligt hemelsbreed 40 km ten zuidoosten van de regionale hoofdstad Kardzjali en 243 km van de nationale hoofdstad Sofia.

## Bevolking
Op 31 december 2020 telde het dorp Egrek 426 inwoners. Het aantal inwoners vertoont al jaren een dalende trend: in 1975 had het dorp nog 1.233 inwoners.
| Bevolkingsontwikkeling tussen 1934 en 2020          |
| --------------------------------------------------- |
|                                                     |
| Bron: Nationaal Statistisch Instituut van Bulgarije |

Het dorp wordt grotendeels bewoond door etnische Bulgaren. In de volkstelling van 2011 identificeerden 367 van de 408 ondervraagden zichzelf met de "Bulgaarse etniciteit". 
| Etnische samenstelling van de respondenten (2011) | Etnische samenstelling van de respondenten (2011) | Etnische samenstelling van de respondenten (2011) | Etnische samenstelling van de respondenten (2011) | Etnische samenstelling van de respondenten (2011) |
| ------------------------------------------------- | ------------------------------------------------- | ------------------------------------------------- | ------------------------------------------------- | ------------------------------------------------- |
|                                                   |                                                   |                                                   |                                                   |                                                   |
| Bulgaren                                          | Bulgaren                                          |                                                   | 90,0%                                             | 90,0%                                             |
| Turken                                            | Turken                                            |                                                   | 2,5%                                              | 2,5%                                              |
| Roma                                              | Roma                                              |                                                   | 0,0%                                              | 0,0%                                              |
| Anders/Onbekend                                   | Anders/Onbekend                                   |                                                   | 7,5%                                              | 7,5%                                              |